# 中谷日出
中谷 日出（なかや ひで、1955年8月9日 - ）は日本のアートディレクター、元NHK解説委員（芸術文化、デジタル関連担当）。東京国際工科専門職大学教授。

## 来歴
神奈川県出身。会社員の父と小学校教師の母（後に専業主婦となる）のもとに生まれ、神奈川県伊勢原市で育つ。
東京芸術大学大学院美術研究科卒業後は広告プランニング・広告映像アートディレクターとしてフリーで活動する。その後、1991年に「第1期キャリア採用」でNHKに入局。1994年にはマサチューセッツ工科大学メディアラボに派遣される。
1995年、NHKがコーポレートアイデンティティを行った際、文字を卵の形で囲んだ新ロゴマーク（三つのたまご）のデザインを行う（2020年3月まで使用）。
1999年解説委員に就任。解説委員としての活動と並行してNHK衛星第2テレビジョン・NHKデジタル衛星ハイビジョン番組デジタルスタジアムのナビゲーターとして出演。
また2001年から2002年までの一年間は小学校高学年に向けた番組「体験！メディアのABC」キャスターとして携わり、メディアリテラシーに取り組む一方で経産省「マルチメディアグランプリ審査委員」、グッドデザイン賞選定委員、JAVA大賞審査委員、日本グラフィックデザイナー協会情報化委員などを務めた。
2018年にNHKを退局後、キューブに所属している。
東京国際工科専門職大学の教授および京都大学大学院の特任教授を務める。

## 出演番組

### テレビ番組
- デジタル・スタジアム（NHK BS1→NHK BS2、2000年 - 2010年）[5]
- 体験!メディアのABC（NHK教育、2001年）[6]
- 大人ドリル（NHK総合、2008年 - 2012年）
- デジスタ・ティーンズ（NHK教育、2010年3月 - 2012年3月）[7]
- 中高年のためのらくらくパソコン塾（NHK教育、2010年7月 - 9月） - 第2シリーズ「デジタル写真で楽しさ100倍! ゼロからはじめる!ブログ」講師
- そのとき、みんなテレビを見ていた!（NHK総合、2011年7月）
- 小峠英二のなんて美だ!（TOKYO MX、2021年10月 - ）[8]

### ラジオ番組
- 中谷日出「hello,new world～アップとルーズで伝える2050年の世界～」（2022年4月 - 、TOKYO FM AuDee CONNECT）[9][10]

## 著書
- 『パソコンで絵をかこう : とってもやさしい!中高年のためのパソコン講座』（2003年8月1日、日本放送出版協会）ISBN 978-4141883678
- 『こんなに簡単!デジタルビデオを使いこなそう』（2004年5月1日、日本放送出版協会）ISBN 978-4141883838
- 『新しい美術はじめましょ。 デジタル アート ビギナーズ』（2005年6月11日、ソフトバンククリエイティブ）ISBN 978-4797330649
- 『もっと楽しめる!パソコンライフ : 中高年のためのパソコン講座』（2006年7月1日、日本放送出版協会）ISBN 978-4141884293

### 監修
- 『今日からはじめるブログ&SNS』（2008年11月14日、毎日コミュニケーションズ）ISBN 978-4839930110